# Belgische verkiezingen 1939
Op zondag 2 april 1939 vonden er verkiezingen in België plaats voor Kamer en Senaat. De vervroegde verkiezingen kwamen er nadat de Kamers werden ontbonden op 6 maart 1939 door de val van de regering-Pierlot I, die het nog maar net had overgenomen van de regering-Spaak I.

## Context
De dreiging van de Nieuwe Orde-partijen dreef de andere partijen naar elkaar toe. Samen legden Katholieken, Liberalen en Socialisten vanaf 1936 de basis voor de sociale welvaartsstaat, een werk dat na de oorlog werd hervat. Bij de verkiezingen van 1939 verklaarde tachtig procent zich akkoord met dit nieuwe model. Rex viel van 21 op 4 Kamerzetels terug, het VNV en de KPB stagneren. Kortom, de nieuwe uitdagers leken hun hoogtepunt te bereiken, of waren het reeds voorbij. Daarmee is geenszins gezegd dat het VNV zich neerlegde bij de Belgische staat, in vergelijking met 1936 won het VNV namelijk nog altijd. Hun 'Vlaamse eisen' handhaafden ze dan ook.

## Kiessysteem
- algemeen enkelvoudig stemrecht voor mannelijke Belgische burgers vanaf 21 jaar, met opkomstplicht
- evenredige vertegenwoordiging met kiesarrondissementen met apparentering

### Kieskringen
| Kamer                     | Kamer  | Senaat                                       | Senaat |
| Arrondissement            | Zetels | Arrondissement                               | Zetels |
| ------------------------- | ------ | -------------------------------------------- | ------ |
| Antwerpen                 |        |                                              |        |
| Antwerpen                 | 18     | Antwerpen                                    | 9      |
| Mechelen                  | 6      | Mechelen-Turnhout                            | 6      |
| Turnhout                  | 5      | Mechelen-Turnhout                            | 6      |
| Brabant                   |        |                                              |        |
| Brussel                   | 30     | Brussel                                      | 15     |
| Leuven                    | 7      | Leuven                                       | 4      |
| Nijvel                    | 5      | Nijvel                                       | 2      |
| Henegouwen                |        |                                              |        |
| Bergen                    | 7      | Bergen-Zinnik                                | 6      |
| Zinnik                    | 4      | Bergen-Zinnik                                | 6      |
| Charleroi                 | 11     | Charleroi-Thuin                              | 7      |
| Thuin                     | 4      | Charleroi-Thuin                              | 7      |
| Doornik-Aat               | 6      | Doornik-Aat                                  | 3      |
| Limburg                   |        |                                              |        |
| Hasselt                   | 4      | Hasselt- Tongeren-Maaseik                    | 4      |
| Tongeren-Maaseik          | 5      | Hasselt- Tongeren-Maaseik                    | 4      |
| Luik                      |        |                                              |        |
| Hoei-Borgworm             | 4      | Hoei-Borgworm                                | 2      |
| Luik                      | 14     | Luik                                         | 7      |
| Verviers                  | 6      | Verviers                                     | 3      |
| Luxemburg                 |        |                                              |        |
| Aarlen-Marche-Bastenaken  | 3      | Aarlen-Marche-Bastenaken- Neufchâteau-Virton | 3      |
| Neufchâteau-Virton        | 3      | Aarlen-Marche-Bastenaken- Neufchâteau-Virton | 3      |
| Namen                     |        |                                              |        |
| Dinant-Philippeville      | 4      | Namen-Dinant- Philippeville                  | 5      |
| Namen                     | 5      | Namen-Dinant- Philippeville                  | 5      |
| Oost-Vlaanderen           |        |                                              |        |
| Aalst                     | 6      | Aalst-Oudenaarde                             | 4      |
| Oudenaarde                | 3      | Aalst-Oudenaarde                             | 4      |
| Dendermonde               | 4      | Dendermonde-Sint-Niklaas                     | 4      |
| Sint-Niklaas              | 4      | Dendermonde-Sint-Niklaas                     | 4      |
| Gent-Eeklo                | 12     | Gent-Eeklo                                   | 6      |
| West-Vlaanderen           |        |                                              |        |
| Brugge                    | 4      | Brugge                                       | 2      |
| Ieper                     | 3      | Kortrijk-Ieper                               | 4      |
| Kortrijk                  | 6      | Kortrijk-Ieper                               | 4      |
| Roeselare-Tielt           | 4      | Roeselare-Tielt                              | 3      |
| Veurne-Diksmuide-Oostende | 5      | Veurne-Diksmuide-Oostende                    | 2      |
| Totaal                    | 202    | Totaal                                       | 101    |

## Uitslagen
- Aantal ingeschreven kiezers: 2.667.341
- Neergelegde stemmen (Kamer): 2.107.156
  - Blanco / Ongeldig: 151.342 (7,2%)
  - Geldige stemmen: 1.955.814 (92,8%)
- Neergelegde stemmen (Senaat): 2.488.863
  - Blanco / Ongeldig: 199.033 (8,0%)
  - Geldige stemmen: 2.289.830 (92,0%)

| Partij | Partij      | Kamer van volksvertegenwoordigers | Kamer van volksvertegenwoordigers | Kamer van volksvertegenwoordigers | Senaat    | Senaat | Senaat |
| Partij | Partij      | Stemmen                           | %                                 | Zetels                            | Stemmen   | %      | Zetels |
| ------ | ----------- | --------------------------------- | --------------------------------- | --------------------------------- | --------- | ------ | ------ |
|        | Katholieken | 594 133                           | 30.38%                            | 67                                | 703 250   | 30.71% | 35     |
|        | BWP         | 575 755                           | 29.44%                            | 64                                | 701 552   | 30.64% | 35     |
|        | Liberalen   | 335 966                           | 17.18%                            | 33                                | 402 326   | 17.57% | 16     |
|        | VNV         | 164 253                           | 8.4%                              | 17                                | 177 666   | 7.76%  | 8      |
|        | KPB         | 90 856                            | 4.65%                             | 9                                 | 115 308   | 5.04%  | 3      |
|        | Rex         | 83 047                            | 4.25%                             | 4                                 | 94 543    | 4.13%  | 1      |
|        | KVV         | 62 548                            | 3.20%                             | 6                                 | 62 976    | 2.75%  | 3      |
|        | Overige     | 49 692                            | 2.54%                             | 2                                 | 32 209    | 1.41%  | 0      |
| Totaal | Totaal      | 1 955 814                         | 100%                              | 202                               | 2 289 830 | 100%   | 101    |

## Verkozenen
- Kamer van volksvertegenwoordigers (samenstelling 1939-1946)
- Samenstelling Belgische Senaat 1939-1946

## Regeringsvorming
De katholieken en liberalen, die beide gesterkt uit de verkiezingen kwamen, vormden de regering-Pierlot II.